# Çarpışma
Çarpışma (срп. Судар) је турска телевизијска серија, снимана 2018. и 2019.

## Синопсис
Кадир је полицијски комесар који преживљава губитак супруге Асли и ћерке Дениз. Након доста година сусреће се са својом пријатељицом из младости Зејнеп која је одрастала у дому за незабринуту децу и себи створила успешан живот, постала је банкарка и највећи страх који има јесте да не изгуби свој сигуран живот. 
Са друге стране, прича прати и Керема, који се окренуо крађама и преварама како би зарадио новац. Након изласка из затвора доживеће несрећу у којој су учесници Кадир, Зејнеп и Џемре, Зејнепина адвокатица, и судар 4 аутомобила спојиће животе ових ликова...

## Улоге
| Глумац:           | Улога:        | Епизоде: |
| ----------------- | ------------- | -------- |
| Киванч Татлитуг   | Кадир Адали   | 1-24     |
| Елчин Сангу       | Зејнеп Тунч   | 1-24     |
| Онур Сајлак       | Вели Џевхер   | 1-24     |
| Мелиса Асли Памук | Џемре Гур     | 1-24     |
| Алперен Дујмаз    | Керем Коркмаз | 1-24     |
| Мустафа Угурлу    | Селим Гур     | 1-24     |
| Мерве Чагиран     | Мерал         | 1-24     |
| Ројда Демирер     | Белма Гур     | 1-24     |
| Хакан Курташ      | Демир         | 1-24     |
| Исмаил Демирџи    | Галип         | 1-6      |
| Севтап Озалтун    | Асли Адали    | 1        |
| Ефеџан Шенолсун   | Јакуп         | 1-24     |
| Гокчен Чифтчи     | Ајлин         | 1-24     |
| Еркан Џан         | Хајдар        | 1-24     |
| Шебнем Сонмез     | Асије Караџа  | 8-24     |
| Али Сурмели       | Џансиз        | 13-24    |